# Ambilly
Ambilly (en francoprovenzal Ambelyi) es una comuna francesa situada en el departamento de Alta Saboya, de la región de Auvernia-Ródano-Alpes.

## Demografía
| 3 254 | 4 337 | 5 582 | 5 224 | 5 904 | 5 808 | 5 890 | 6 385 |
| Para los censos de 1962 a 1999 la población legal corresponde a la población sin duplicidades (Fuente: INSEE [Consultar]) |       |       |       |       |       |       |       |